# (33727) Kummel
1999 NS13 (asteroide 33727) é um asteroide da cintura principal. Possui uma excentricidade de 0.09095220 e uma inclinação de 9.82689º.
Este asteroide foi descoberto no dia 14 de julho de 1999 por LINEAR em Socorro.